# Gregorio Guazo y Calderón
Gregorio Guazo y Calderón Fernández de la Vega fue un militar español que ejerció como Gobernador y Capitán General de Cuba (23 de junio de 1718 - 29 de septiembre de 1724). 

## Carrera
Gregorio Guazo y Calderón Fernández de la Vega se unió al Ejército en su juventud, logrando ascender hasta el grado de Brigadier. Fue nombrado por el Rey de España como Gobernador y Capitán General de Cuba el 23 de junio de 1718.  
Obedeciendo a la Corona, llegó a Cuba decidido a establecer el estanco del tabaco, el cual -debido al gran rechazo que había suscitado por parte de los vegueros desde las legislaciones anteriores-, quería imponer por la fuerza, trayéndose consigo a un millar de soldados provenientes de la Península. 
El rechazo hacia ese estanco fue creciente hasta que, en febrero de 1723 unos 800 vegueros habaneros decidieron recurrir a la fuerza y destruyeron las estancias, vegas y fincas de los estanqueros, donde los vegueros vendían según los precios que habían sido establecidos por la factoría.
Tras esto, los vegueros amotinados se reunieron en Santiago de las Vegas para dirigirse juntos hacia La Habana, la capital cubana. 
Así, cuando Guazo Calderón se enteró del motín, envió al lugar unos 200 soldados de infantería y caballería que atacaron por sorpresa a los vegueros.  Así, uno de ellos fue asesinado por los militares y algunos más fueron heridos, ocho de los cuales fallecieron al día siguiente. Tras esto, Guazo y Calderón dio la orden del ahorcamiento de doce de los alzados, que tenían preso, al día siguiente, cerca del camino de Jesús del Monte, el camino más conocido que llevaban hacia la capital, con el fin de que esto sirviera para escarmentar a los demás vegueros que se habían sublevado. 
Guazo y Calderón mantuvo el cargo gubernativo hasta el 29 de septiembre de 1724.